# Vertus
Vertus is een plaats en voormalige gemeente in het Franse departement Marne in de regio Grand Est en telt 2513 inwoners (1999).

## Geschiedenis
De gemeente was de hoofdplaats van het gelijknamige kanton totdat dit op 22 maart 2015 werd opgeheven en de gemeenten werden opgenomen in het op die dag gevormde kanton Vertus-Plaine Champenoise. Vertus werd ook de hoofdplaats van dit kanton totdat de gemeente op 1 januari 2018 fuseerde met Gionges, Oger en Voipreux tot de commune nouvelle Blancs-Coteaux. Hierbij werd de plaats overgeheveld van het arrondissement Châlons-en-Champagne naar het arrondissement Épernay, waar de nieuwe gemeente onder valt.

## Geografie
De oppervlakte van Vertus bedraagt 35,6 km², de bevolkingsdichtheid is 70,6 inwoners per km².
De onderstaande kaart toont de ligging van Vertus met de belangrijkste infrastructuur en aangrenzende gemeenten.

## Demografie
Onderstaande figuur toont het verloop van het inwonertal (bron: INSEE-tellingen).

## Partnerstad
- Bammental  Duitsland sinds 18 juni 1966